# المشهد العراقي
المشهد العراقي هو برنامج تلفزيوني يعرض على قناة الجزيرة ويقدمه عبد العظيم محمد، يتطرق البرنامج إلى الأحداث اليومية في العراق. ثم توقف عن البث. ورجع للبث في 23 أبريل 2014.